# Шамбуко (район)
Шамбуко — район зоби (провінції) Гаш-Барка, що в Еритреї. Столиця — місто Шамбуко. 2005 року із складу району виділено район Молкі.